# Francesco Bartolomeo Savi
Francesco Bartolomeo Savi (Genova, 17 gennaio 1820 – Genova, marzo 1865) è stato un politico italiano.

## Biografia
Francesco Bartolomeo Savi nacque in una modesta famiglia genovese e perse il padre da bambino.
Grazie alla sua caparbietà e intelligenza riuscì ad avere una formazione culturale approfondita, malgrado che la povertà gli impedisse gli studi universitari. Per mantenersi, fin da giovane, impartiva lezioni private ed era un maestro ricercatissimo tra le famiglie abbienti.
Intorno al 1848 cominciò a fare politica attivamente, secondo ideali mazziniani e repubblicani. Fondò con Antonio Mosto la prima associazione operaia di Mutuo Soccorso e la Società del Tiro a Segno, un'associazione dove si formavano ideologicamente, e militarmente, i futuri rivoluzionari. Dall'addestramento di tanti giovani nascerà il corpo dei Carabinieri genovesi che si distinsero nelle guerre d'Indipendenza. Il suo attivismo si rivelava anche dai suoi scritti e diventò direttore di un giornale di stampo mazziniano, L’Italia e il Popolo.
Sostenne Carlo Pisacane e quando la spedizione di quest’ultimo, nel 1857, finì in una sanguinosa disfatta a Sapri, a Genova la polizia sabauda operò un’ondata di arresti tra i mazziniani ritenuti pericolosi per la stabilità e l’ordine pubblico, tra cui Savi che fu arrestato e condannato, pur in assenza di elementi concreti, a ben dieci anni di lavori forzati. Fu scarcerato nel 1859, duramente provato, per amnistia.
Il 5 maggio 1860 partì da Quarto tra le camicie rosse della spedizione dei Mille al seguito di Giuseppe Garibaldi, come tenente e vicecomandante dei Carabinieri di Antonio Mosto. Raggiunse in seguito durante l’impresa il grado di capitano ed ebbe conferita la medaglia d’argento al v. m. per essersi distinto a Calatafimi, Palermo e sul Volturno. Degli avvenimenti dell'impresa inviò entusiaste corrispondenze al giornale genovese L'unità d'Italia. Privatamente fu comunque sempre critico con Garibaldi "perché s’era lasciato tirare dalla parte del Re”.
Al termine dell’eroica impresa ritornò a Genova e riprese la militanza politica che si espresse in particolare nel ridare vita all'associazionismo popolare. Fondò l’Associazione unitaria Italiana e Confederazione operaia di Genova. Diresse i Comitati Genovesi di Provvedimento. Nel 1862 seguì il generale Garibaldi e fu ad Aspromonte. Nel marzo 1865, di salute malferma e tormentato dalle disillusioni politiche, a soli 45 anni Savi si tolse la vita con un colpo di pistola.

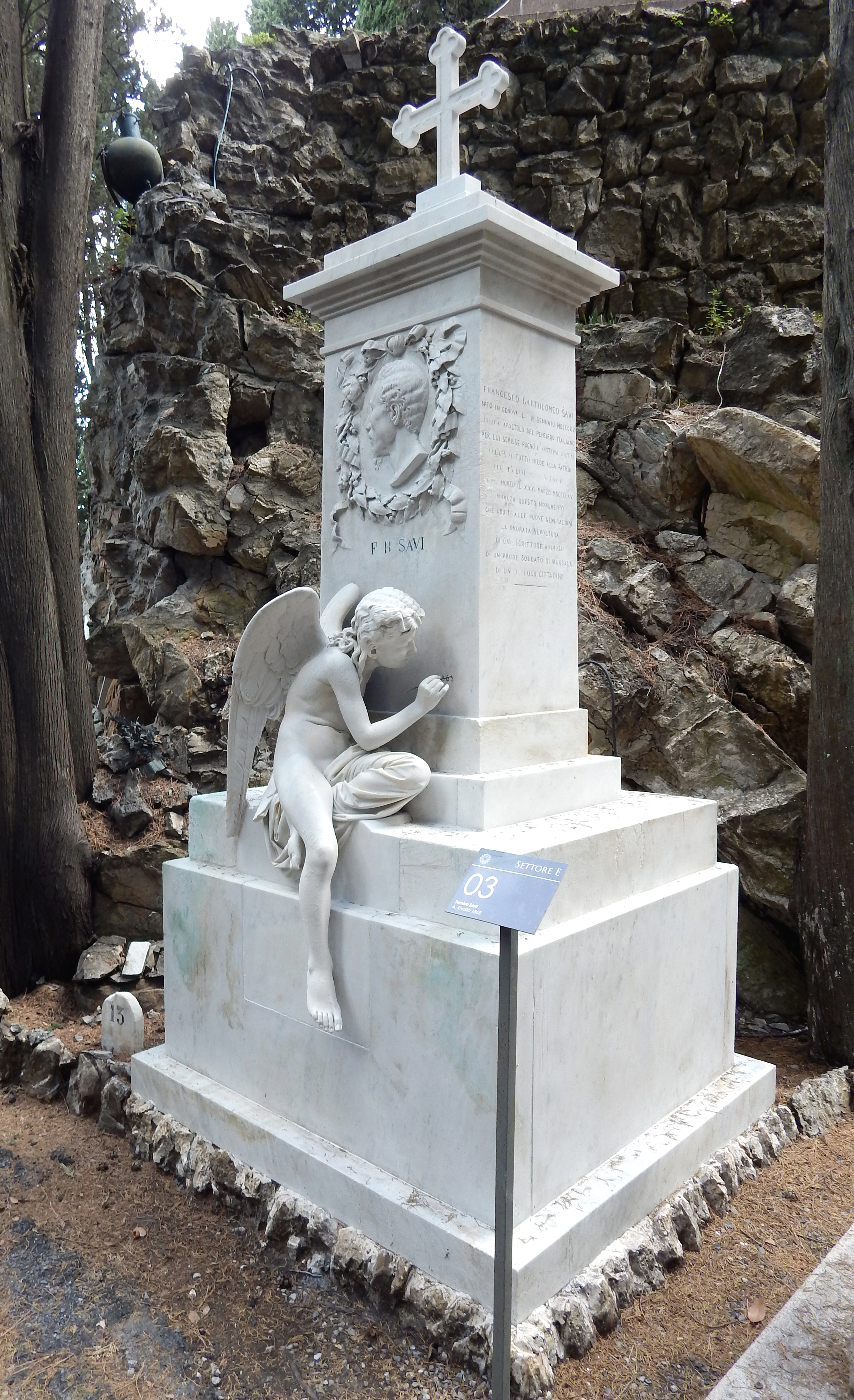
Tomba di Francesco Bartolomeo Savi al cimitero monumentale di Staglieno

I circoli democratici lanciarono una sottoscrizione per un monumento funebre nel cimitero di Staglieno. Lo scultore Augusto Rivalta rappresentò il Genio della Libertà che incide la data di morte sulla lapide.